# Katherine River
La Katherine River est une rivière du Territoire du Nord en Australie. Elle prend sa source dans le Parc national Nitmiluk, traverse la ville de Katherine et va se jeter dans la Daly River dont elle est le principal affluent.

## Géographie
La Katherine river divise un plateau de grès en treize gorges distinctes et coule paisiblement entre des murailles de roche rouge qui font le bonheur des pagayeurs et des excursionnistes en bateau. Le canoë constitue le moyen de transport idéal pour visiter les gorges.

## Étymologie
Le premier explorateur européen connu à avoir vu la rivière est John McDouall Stuart en 1862. Il lui donna le nom de Katherine, le prénom de la seconde fille de James Chambers, l'un des « pastoralistes » qui avait financé l'expédition.

## Crues
Les crues de la Katherine river sont redoutables. Les plus récentes crues catastrophiques  se sont produites en 1957, 1974, 1998 et 2006.
Fin janvier 1998, de violentes pluies accompagnant le cyclone Les firent monter le niveau de la rivière de plus de 20 mètres et provoquèrent l'inondation de la plus grande partie de la ville de Katherine.
Plus récemment, le 6 avril 2006 de fortes pluies ont nécessité de déclarer l'état d'urgence. Ce jour-là, le niveau de la rivière monta de 19 mètres sous le pont Katherine de la Stuart Highway à Katherine.

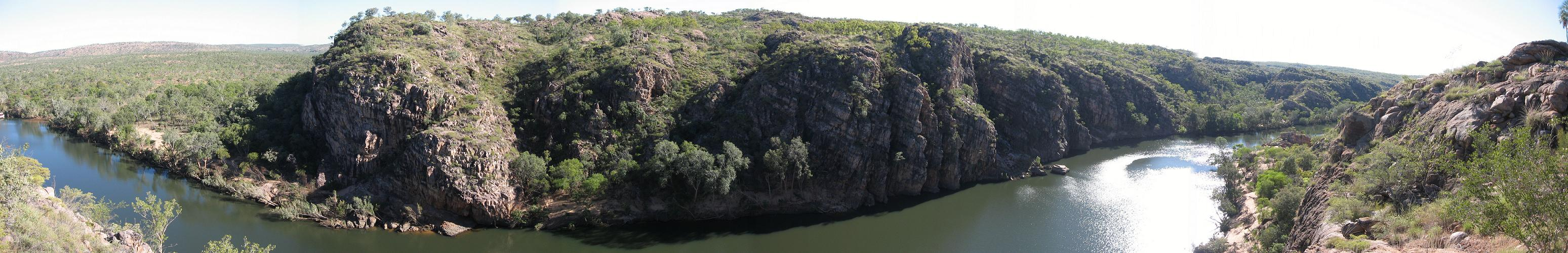
Les gorges de la Katherine River.